# Mafijaška država
Mafijaška država je državni sistem gde je vlada usko povezana sa organizovanim kriminalom, uključujući vladine uprave, policiju i/ili vojsku gde zauzimaju deo u kriminalnim radnjama. Pojam mafija je referenca za bilo koje organizovane kriminalne grupe čvrsto povezane sa autoritetima vlasti.
Prema kritičarima mafije državnog koncepta pojam „i dalje koristi i zloupotrebljava u popularnim opisima organizovanog kriminala koji je izgubio mnogo od svoje analitičke vrednosti“.

## Koza Nostra i Jakuza
Istorijski, Italija je bila mesto rođenja mafije, jedna od najpoznatijih fabuloznih formi organizovanog kriminala. U kritičkom pregled Moises Naimovog eseja o Spoljnim posovima, Piter Andreas je naglasio o dugom postojanju italijanske mafije i japanske Jakuze, pišući da su bile bliske veze između tih ilegalnih organizacija i trenutne vlade. Prema Andreasu, ovi primeri govore protiv incidenata mafijaških država kao istorijski nove pretnje. 
U Italiji, mafijaške akcije imaju značajnu ulogu u životu naroda. Italijanska „Kamora“ mafijaška mreža postala je moćna u Napulju tokom 19. veka, iako tragovi postojanja vode nazad u 15. vek u Španiji.  Deo mreže, poznata kao „Kasalesi klan“ postala je umešana u poslove tokom 1970-ih i 1980-ih godina, kontrolišući velike lokalne i ekonomske oblasti,tako sto su „manipulisali politicare i podmićivali sudije“. Većina ugovora koje je klan potpisao bili su za skladištenje otrovnog otpada, štaviše većina toga je bačena ilegalno. Taj bačeni otrovni otpad je bio vodeći uzrok za povećani broj ljudi obolelih od kancera oko Napulja. To povećanje je primećeno pre dve decenije pa je izračunato da ima izmedju 40% i 47% povećanog broja kancera kod žena i muškaraca. Italijanski senat je brzo istražio razloge zbog kojih je došlo do pojave kancera. Ustanovili su da je otpad sa deponija bio vodeći uzrok.

## Literatura
Luke Harding (2012). Mafia State: How One Reporter Became an Enemy of the Brutal New Russia. Guardian Books. ISBN 978-0-85265-249-7.

## Spoljašnje veze
- Pjer Pean[мртва веза]
- Kosovo, pravedni rat za mafijašku državu[мртва веза]